# Radimovice u Sychrova

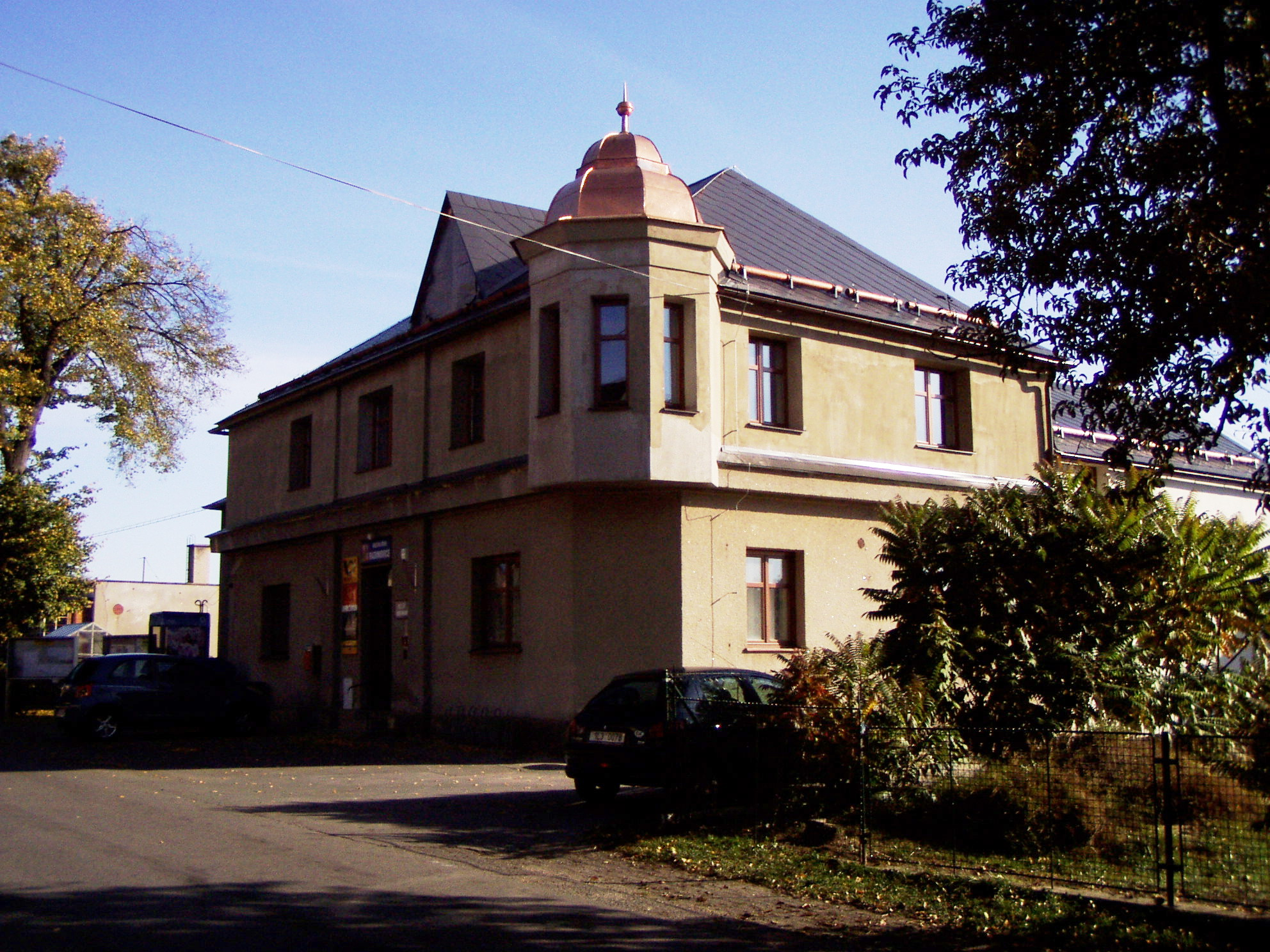
Gebäude des Gemeindeamtes Radimovice, zugleich Sitz der Gemeindebücherei und des Postamtes Sychrov

Radimovice (deutsch Radimowitz) ist eine Gemeinde in Tschechien. Sie liegt sieben Kilometer nordwestlich von Turnov und gehört zum Okres Liberec.

## Geographie
Radimovice befindet sich linksseitig über dem Tal der Mohelka in der Turnovská pahorkatina (Turnauer Hügelland). Unter dem Dorf führt die Bahnstrecke Pardubice–Liberec im 639,5 m langen Sychrover Tunnel hindurch, nördlich liegt die Bahnstation Sychrov.
Nachbarorte sind Radostín im Norden, Sedlejovice, Stádla und Zlatá Hvězda im Nordosten, Sychrov im Osten, Rybník im Süden, Kamení und Zásada im Südwesten, Červenice im Westen sowie Třtí im Nordwesten.

## Geschichte
Archäologische Funde belegen eine Besiedlung der Fluren von Radimonice seit der Jungsteinzeit. Die erste urkundliche Erwähnung von Radimowicze erfolgte im Jahre 1543 in einem Rezess über den Verkauf von Teilen der Herrschaften Albrechtitz und Friedstein. Daraus geht hervor, dass Radimovice seit dem 14. Jahrhundert zwischen zwei Herrschaften geteilt war. Zwei Hufen gehörten den Tista von Liebstein auf Albrechtitz. Weitere Besitzer waren Aleš von Sovinec und Kryštof Kyjovanský von Kyjov, der im 16. Jahrhundert zusammen mit Albrechitz auch den Albrechtitzer Anteil des Dorfes erwarb. Insgesamt gehörten zum Gut Radimowicze 25 Untertanen.
Der andere Anteil war Teil der Herrschaft Friedstein und befand sich im Besitz der Herren von Oppersdorff.
Nach der Schlacht am Weißen Berg wurden beide Teile konfisziert, die Oppersdorffer waren evangelisch und mussten Böhmen verlassen. 1628 erwarb Albrecht von Waldstein die Güter und vereinte sie. Nach dessen Ermordung wurde Radimovice wiederum geteilt. Den Friedsteiner Anteil erhielt zusammen mit der Herrschaft Aicha-Friedstein Johann Ludwig Hektor von Isolani. Dessen Tochter Regina vermachte ihren Besitz 1653 dem Kloster des hl. Jakobus in Wien. Nach der Säkularisation des Klosters im Zuge der Josephinischen Reformen fiel der Besitz dem Religionsfonds zu.
Den Albrechtitzer Teil erwarb 1669 Vincenz Lamotte von Frintropp. Von dessen Sohn kaufte 1749 Franz von Waldstein die Güter. 1820 erwarb Charles Alain Fürst Rohan diesen Teil und kaufte 1838 auch den anderen Anteil hinzu.
Nach der Aufhebung der Patrimonialherrschaften bildete Radimonice ab 1850 einen Ortsteil der Gemeinde Kamení im politischen Bezirk Turnov. Zu dieser Zeit hatte das Dorf 119 Einwohner.  Zwischen 1856 und 1858 entstand die Eisenbahn von Pardubitz nach Reichenberg. Für eine halbe Million Gulden wurde unter dem Dorf ein 676 m langer Tunnel vorgetrieben. Der Vortrieb erfolgten von zwei Schächten aus Nord und Süd und wurde durch italienische Tunnelbauer erledigt. Zeitgleich entstand das Viadukt über die Mohelka, dessen Steine in Hodkovice nad Mohelkou, am Hrobka, bei Vlčetín und am Kozákov gebrochen wurden.
Während des Deutschen Krieges kam es 1866 in der Gegend zu Gefecht zwischen Preußen und Österreichern.
Im Jahre 1919 entstand die Gemeinde Radimovice. 1930 lebten in den 61 Häusern von Radimovice 356 Menschen. Nach dem Zweiten Weltkrieg wurden die Fürsten Rohan 1945 durch die Beneš-Dekrete enteignet. Im Jahre 1961 kam der Ortsteil Rybník hinzu; zugleich wurde das Dorf in den Okres Liberec umgegliedert. 1963 wurde Radimovice nach Sychrov eingemeindet. Seit 1990 besteht die Gemeinde Radimovice wieder.

## Gemeindegliederung
Für die Gemeinde Radimovice sind keine Ortsteile ausgewiesen. Zu Radimovice gehört die Ansiedlung Rybník (Rybnik).

## Sehenswürdigkeiten
- Schloss Sychrov, östlich des Dorfes
- Eisenbahntunnel Sychrov mit einer Länge von 639,5 m, Technisches Denkmal
- Mohelkaviadukt; die zwischen 1857 und 1859 von den Gebrüdern Klein und Adalbert Freiherr von Lanna erbaute 120 m lange und elfeinhalb Meter breite Eisenbahnbrücke besteht aus acht Bögen mit einer Spannweite von neuneinhalb Metern und führt in 32 Höhe über die Mohelka, Technisches Denkmal
- Lindenallee von Radimovice bis zum Parkplatz vor dem Schloss Sychrov, mit Statuen des hl. Laurentius, Johann von Nepomuk von Florian
- Naturlehrpfad Lesní putování s Kamilem Rohanem (Waldwanderung mit Kamil Rohan) auf dem Gebiet der Gemeinde Radimovice und Sychrov, angelegt im August 2008